# Лися-Гура (гмина)
Лися-Гура (пол. Lisia Góra) — сельская гмина (волость) в Польше, входит как административная единица в Тарнувский повет, Малопольское воеводство. Население — 13 596 человек (на 2004 год).

## Демография
| Перепись                       | Всего   | Всего | Женщины | Женщины | Мужчины | Мужчины |
| ------------------------------ | ------- | ----- | ------- | ------- | ------- | ------- |
| Единицы                        | человек | %     | человек | %       | человек | %       |
| Население                      | 13 596  | 100   | 6881    | 50,6    | 6715    | 49,4    |
| Плотность населения (чел./км²) | 129     | 129   | 65,3    | 65,3    | 63,7    | 63,7    |

## Сельские округа
1. Брень
2. Бжозувка
3. Кобежин
4. Лися-Гура
5. Лукова
6. Нова-Ястшомбка
7. Нове-Жуковице
8. Павензув
9. Старе-Жуковице
10. Смигно
11. Зачарне

## Соседние гмины
1. Гмина Чарна
2. Гмина Домброва-Тарновска
3. Гмина Радгощ
4. Тарнув
5. Гмина Тарнув
6. Гмина Жабно